# 邁赫迪·巴扎爾甘
邁赫迪·巴扎爾甘（波斯語：مهدی  بازرگان；；1907年9月1日—1995年1月20日），伊朗政治家、學者。1979年伊斯蘭革命前的巴列維時代，他始終不渝地支持伊朗民主運動，1979年2月伊朗伊斯蘭革命之後，被霍梅尼任命爲革命後的第一任政府總理，同年11月伊朗人質危機爆發之後，他辭去了總理職務以表示抗議。1995年1月巴扎爾甘前往美國做心臟手術，1月20日在瑞士蘇黎世機場轉機時心臟病突發，被送到當地一家醫院之後搶救無效去世。

## 早年生活
邁赫迪·巴扎爾甘1907年9月1日出生在德黑蘭的一個阿塞拜疆人家庭，他的父親哈吉·阿巴斯科利·塔布里齐（Hajj Abbasqoli Tabrizi）是一個巴扎商人和宗教活動家。在禮薩·沙阿時代，巴扎爾甘獲得伊朗政府的獎學金前往法國接受教育。他先是在法國南特的喬治·克萊蒙梭中學學習，隨後又在巴黎中央理工學院學習熱力學和工程學。回到伊朗之後，他被徵召入伍，在1935年至1937年服役期間，先是在軍營裏從事搬運鵝卵石等粗活，之後他被調去從事翻譯法文資料的文書工作。1940年代末，巴扎爾甘進入德黑蘭大學任職工程系主任。

## 政治生涯

### 巴列維國王時代
1950年代之後巴扎爾甘開始涉入政壇，他曾經是總理穆罕默德·摩薩臺手下的副部長，之後又在摩薩臺執政時期，作爲第一位伊朗籍負責人出任伊朗國家石油公司要職。
後來因爲參與了1953年政變，他第一次被捕入獄。1961年巴扎爾甘與馬哈茂德·塔萊加尼、亞多拉·薩哈比等著名活動家共同創建了“伊朗自由運動”，後來又因參與了1963年伊朗民主化運動再次遭到逮捕并被判處5年監禁和流放。
1978年4月8日，巴扎爾甘在德黑蘭的住宅遭到炸彈襲擊。據説一個得到了政府資助的一個名爲“地下復仇委員會”的組織聲稱對此炸彈爆炸事件負責。

### 伊斯蘭革命之後
1979年2月4日，巴扎爾甘被霍梅尼任命為伊朗總理，他被視爲伊斯蘭革命後的溫和派。隨著伊斯蘭革命的日益激進，他與霍梅尼發生了分歧。他雖然是個虔誠的伊斯蘭信徒，但是對“伊朗伊斯蘭共和國”這一國名提出異議，他希望建立一個伊斯蘭民主共和國。另外他也對采納為伊朗憲法的伊朗最終憲法草案提出反對意見，面對激進的伊斯蘭革命，他感到自己所領導的政府軟弱無力，因此他曾於1979年3月向霍梅尼提出辭呈，但霍梅尼沒有接受他的請辭，據説1979年4月他和他的内閣成員躲過了一次暗殺企圖。1979年11月4日，美國駐伊朗大使館被激進的伊朗學生占領，隨之發生了伊朗人質危機事件，爲了表示對此抗議，巴扎爾甘和他的内閣成員全體辭職。
辭去總理職務後的巴扎爾甘作爲伊斯蘭共和國第一届議會（Majles）的成員繼續參與伊朗政治。他公開反對伊朗推行的伊斯蘭文化革命，反對伊斯蘭宗教介入政治、經濟和社會各方面，並呼籲繼續民治和民主，因而他遭到了伊朗國内激進派的騷擾和威脅。兩伊戰爭爆發兩年後，在戰局有利於伊朗的1982年6月期間，伊拉克曾向伊朗提出停火和談的建議，但遭到了霍梅尼的拒絕。爲此巴扎爾甘對霍梅尼拒絕和談表示不滿，呼籲儘快結束戰爭。1982年11月，他寫信給議長拉夫桑賈尼表達了對伊斯蘭革命方向的擔憂和失望。
他在公開信中寫道：

政府製造了一種恐怖、报复和瓦解民族的氣氛...在將近四年的時間裏，除了帶來死亡和破壞，把每個城市的監獄和墓地塞得满满的、物質短缺、購物排長隊、物價飛漲、失業、貧窮、无家可歸的人、除了重複空洞的口號和黑暗的未來之外，執政的精英們到底做了什麽？

他作爲“伊朗自由運動”的黨派議員，在議會一直任期到1984年。1985年憲法監督委員會拒絕了巴扎爾甘提出參選伊朗總統的申請。

## 學術著作
作爲一個虔誠的伊斯蘭信徒，巴扎爾甘以他在法國學習以及在德黑蘭大學工作的閲歷，對伊斯蘭教義和實踐試圖從科學的角度來證明伊斯蘭的真實性、持久性以及滿足現代社會需求方面的適用性。他基於量子物理學定律而展開對神的存在的表述，他提倡每天進行五次禮拜可以起到類似有氧作用的效果。1936年他就出版了討論伊斯蘭中每天禮拜的科學功能的著作。作爲一個多產作家，巴扎爾甘出版了230多本書籍和小冊子，這些書籍和小冊子從伊斯蘭的角度探討了各種宗教、社會和政治話題。
他的著作有：
- 《歐洲宗教》“Religion in Europe”（1942年）
- 《唯物主義與靈性之間的轉換率》“Conversion Ratio between Materialism and Spirituality”（1943年）
- 《伊斯蘭教和實用主義》“Islam and Pragmatism”（1949年）
- 《愛、崇拜或人類熱力學》“Love and Worship or Human Thermodynamics”（1953年）。這部書是在他第一次被捕入獄時寫的，他試圖以熱力學的規律來解釋宗教與崇拜的社會規律。
- 《宗教與政治之間的界限》“Boundaries between Religion and Politics”（1962年）
- 1959年至1964年間出版了關於《古蘭經》研究的指導書籍（六卷本）[12]。